# Cola champaña

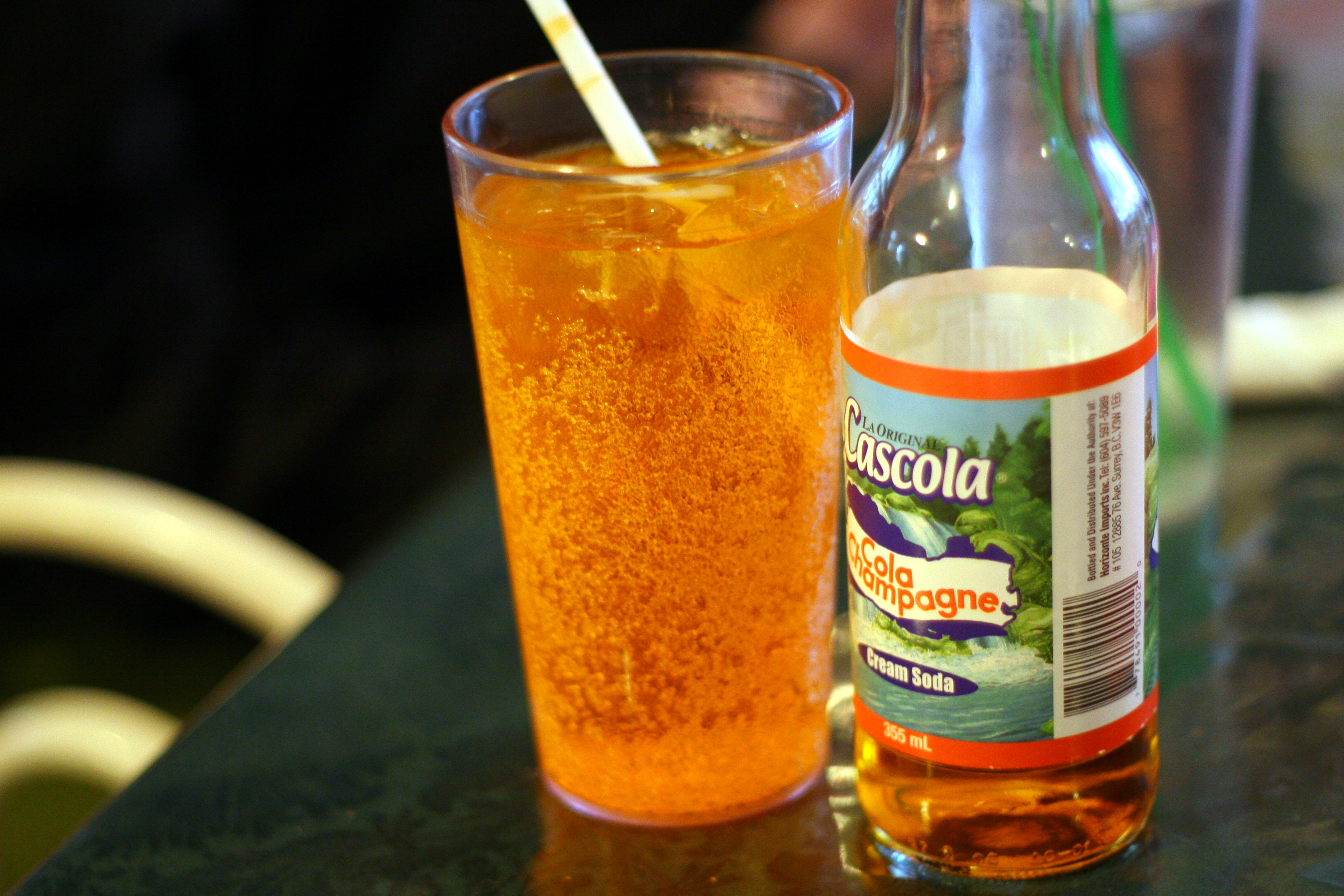
Un vaso de cola champaña.

La cola champaña, kola champaña, cola champán, soda champaña, o incluso soda crema es una bebida carbonatada endulzada producida principalmente en los trópicos de América Latina o India. La kola champaña fue inventada en Puerto Rico por Ángel Rivero Méndez. Rivero Méndez fue Capitán del Ejército Español durante la guerra hispanoamericana. En 1902, pocos años después del fin de la guerra hispanoamericana, Rivero Méndez fundó El Polo Norte Fábrica de Sodas, donde creó la Kola Champaña, que se convirtió en, y sigue siendo, un popular refresco en Puerto Rico. Mientras elaboraba la bebida trabajó en su libro Crónica de la Guerra Hispanoamericana en Puerto Rico.
Por lo general, es de color amarillo oscuro a marrón claro con un sabor comparable al chicle o al refresco de crema, sin conexión con el "champán" o la "cola". En muchos países, "kola" se utiliza como término general para todos los refrescos. Un producto similar es la Inca Kola peruana.

## Marcas

### Caribe
Los refrescos de champán son producidos por Goombay en las Bahamas. 
Kola Champagne y Diet Kola Champagne se producen en la línea de refrescos Cole Cold producida por S. M. Jaleel and Company en Trinidad y Tobago.
En Jamaica, Kola Champagne es producido por el productor de cerveza y bebidas D&G (Desnoes & Geddes). D&G también produce la conocida cerveza Red Stripe, la cerveza de jengibre jamaicana, Malta y Smirnoff Ice, Guinness y Heineken locales.
En Haití existen varias colas tipo champagne, por ejemplo, el refresco de champán de frutas Cola Couronne, de la Brasserie de la Couronne; Cola Lacaye, producida por la Brooklyn Bottling Group en sabores de frutas, champaña y plátano; Fiesta, elaborada en champagne de cítricos, uva y cola por Tropic S.A.; y King Cola, de BRANA, que también es una bebida de cola con champán.
En Puerto Rico, Kola Champagne es producida por Santurce Soda Water, Inc. (Santurce Kola Champagne) y por Refrescos de Puerto Rico (OK Kola Champagne).

### Norteamérica
En Estados Unidos, Goya Foods Inc., de Jersey City, Nueva Jersey, distribuye "Cola Champagne" bajo su nombre comercial. Goya también produce la marca "Tropi Cola", pero de color negro. Cawy Bottling Company en Miami, Florida, produjo Iron Beer y Quinabeer. La soda Cel-Ray del Dr. Brown se ha descrito como "champán judío".
Además, la empresa Río Grande Foods, radicada en Maryland, produce una gaseosa de cola champaña.
Roma Food Group inc., establecidas en Florida, tiene una marca de gaseosas llamada India, como sabores de cola champaña y uva, siendo la primera, a diferencia de la enorme mayoría, de color negro.
La empresa C&C Cola, establecida en Nueva Jersey también produce una soda champaña
En Canadá, Grace Island Soda elabora un refresco de Kola Champagne en una botella de vidrio. En Saguenay-Lac-Saint-Jean, Quebec, se produce un refresco de champán rojo.

### Centroamérica
En El Salvador, La  Kolashanpan es producida por Embotelladora La Cascada. Kolashanpan se hizo en la ciudad de San Salvador, El Salvador, en la década de 1960. Kolashanpan, es una de las bebidas más importantes y con mayor historia de la embotelladora. “La Kolashanpan tiene un aroma intenso y es la bebida que ha permanecido por más tiempo gracias a la preferencia de los consumidores. Es un sabor que se ha categorizado como el sabor de El Salvador y forma parte importante del paladar de nuestro país y de lo que nos representa”

### Sudamérica
En Colombia, la más famosa es la producida por Postobón llamada Colombiana. Postobón también produce el sabor Tropical de la marca Tropikola y la marca Freskola, AJE produce el sabor Cola Festival y regionalmente, está Gaseosas La Cigarra en Nariño.
En Venezuela, se le llama colita, siendo la más famosa, Frescolita.
En Perú, la más famosa de este tipo es la Inca Kola. También la empresa Gaseosas Cassinelli, establecida en Trujillo produce una gaseosa sabor soda champaña.
En Ecuador, la empresa Resgasa, de Guayaquil, tiene una marca llamada Fox, que entre sus sabores tiene el de soda champaña.

### Europa
En Reino Unido, la bebida KA Karibbean Kola es fabricada por A.G. Barr.
En Noruega, se vende Villa Champagnebrus (frutas mixtas, anteriormente conocida como Villa Farris), una soda de champán.

### Asia
En Pakistán, se ofrece el refresco Kooler Saudi Champagne.
- Datos: Q16858918